# Michael Gilbert
Michael Francis Gilbert (Billinghay, 17 luglio 1912 – 8 febbraio 2006) è stato uno scrittore britannico di libri gialli.

## Biografia
Si laureò in legge nel 1937 e combatté in Nord Africa e in Italia durante la seconda guerra mondiale. Dopo aver svolto per anni la professione di avvocato, avendo anche Raymond Chandler come cliente. Gilbert intraprese quindi la lunga carriera letteraria nel 1947: il suo primo romanzo, Close Quarters, un "delitto della camera chiusa" nel quale introdusse il personaggio dell'ispettore Hazlerigg. In oltre mezzo secolo di carriera, Gilbert ha dato alle stampe ogni genere di giallo e thriller, inclusi romanzi polizieschi, di spionaggio, del mistero, drammi di corte ecc.

## Opere
- Close Quarters (1947)
- They Never Looked Inside (1947)
- The Doors Open (1949)
- C'è un cadavere dall'avvocato (Smallbone Deceased) (1950)
- Death Has Deep Roots (1951)
- Death in Captivity (1952)
- Fear to Tread (1953)
- Sky High (1955)
- Be Shot for Sixpence (1956)
- Blood and Judgement (1959)
- After the Fine Weather (1963)
- The Crack in the Teacup (1966)
- The Dust and the Heat (1967)
- The Etruscan Net (1969)
- The Body of a Girl (1972)
- The Ninety-second Tiger (1973)
- Flash Point (1974)
- The Night of the Twelfth (1976)
- The Empty House (1978)
- Death of a Favourite Girl (1980)
- The Final Throw (1982) [U.S. End-Game]
- The Black Seraphim (1983)
- The Long Journey Home (1985)
- Trouble (1987)
- Paint, Gold and Blood (1989)
- The Queen Against Karl Mullen (1991)
- Roller-Coaster (1993)
- Ring of Terror (1995)
- Into Battle (1997)
- Over and Out (1998)